# Lady Andrade
Lady Patricia Andrade Rodríguez (Bogotà, 10 de gener de 1992) és una futbolista colombiana que juga com a davantera pel Independent Santa Fe Femení de la Lliga Professional Femenina de Futbol de Colòmbia i la Selecció femenina de futbol de Colòmbia, va iniciar des de molt nena amb el futbol i als dotze anys va practicar el futbol de saló, més conegut com a microfutbol al seu país, a més és una de les diverses jugadores que ha aconseguit passar per les tres categories de la selecció nacional. Va participar de la Copa Mundial Femenina de Futbol Sub-20 de 2010 on va marcar un gol en el primer partit de la sèrie de grups en l'empat a un gol amb França. Andrade va ser part del grup de nominades al Pilota d'Or, acabant cinquena en la votació final.

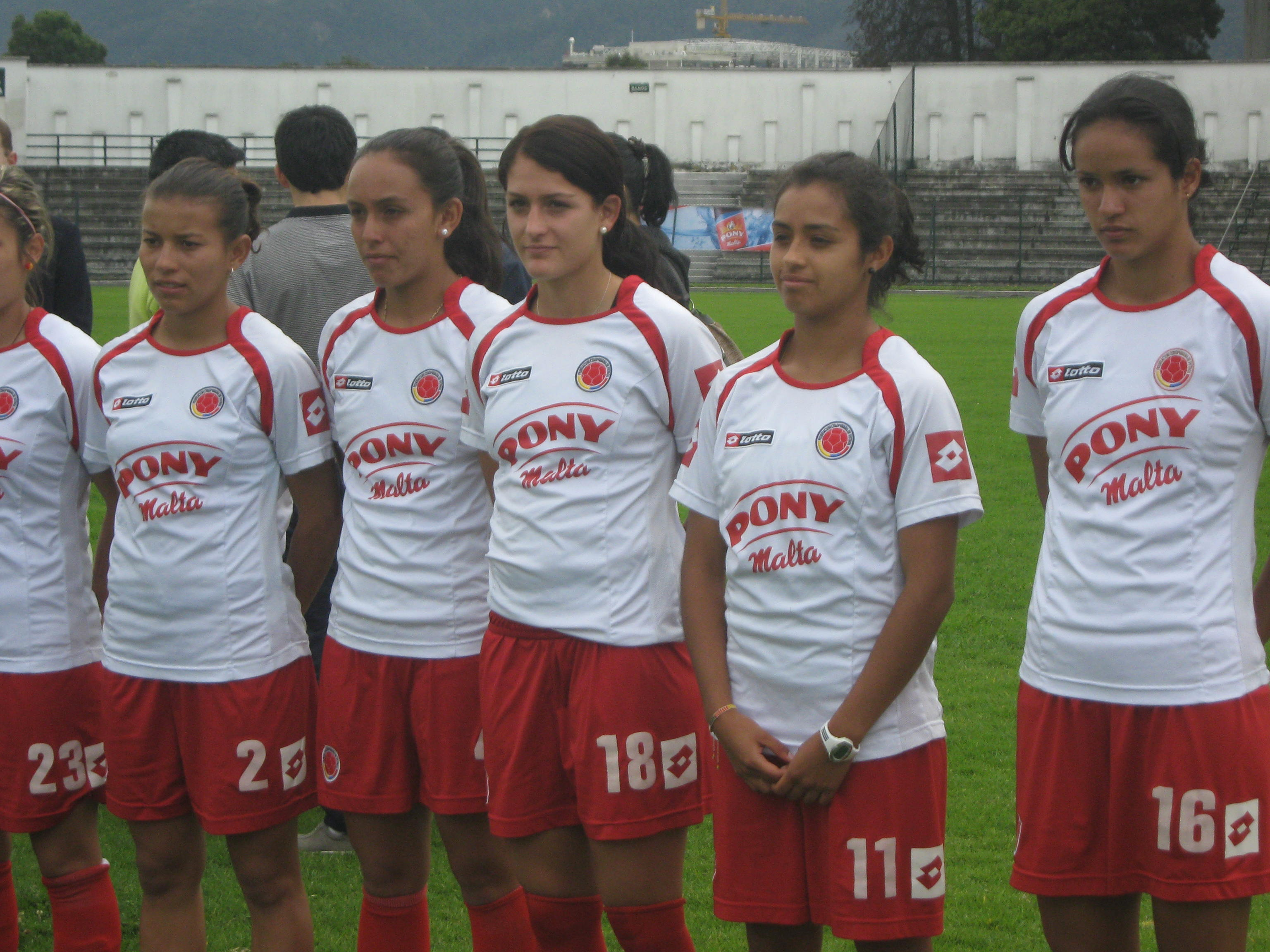
Lady Andrade primera de dreta a esquerra

Andrade també ha fet part de la selecció nacional en la Copa Mundial Femenina de Futbol de 2011 i el Torneig Olímpic de Londres 2012.

## Clubs

### Inter de Bogotà

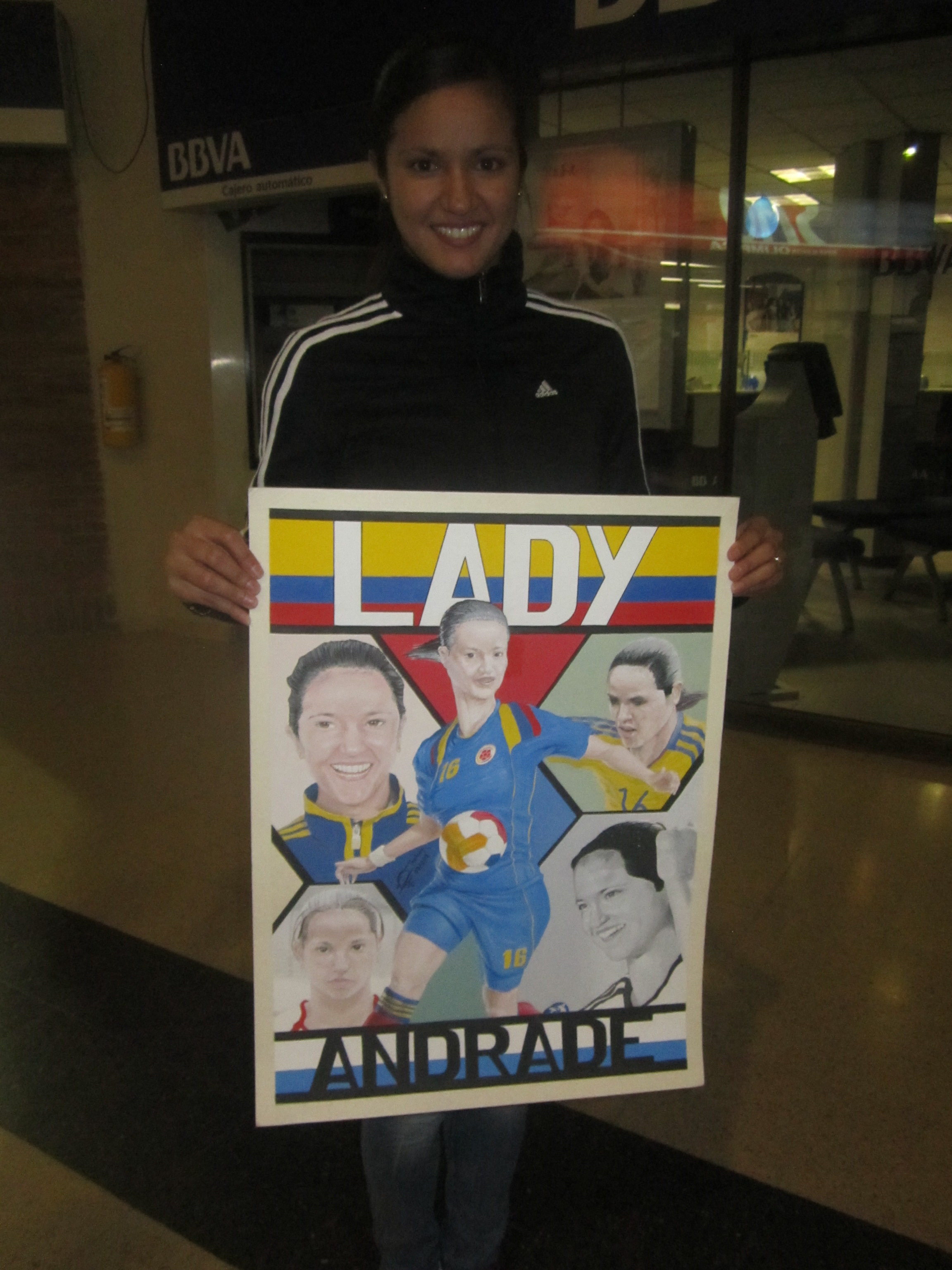
En la imatge se li veu amb un dibuix de si mateixa obsequiat pels seus seguidors

Va començar com amateur a l'edat de deu anys en aquest club on li va anar molt bé, al punt d'obrir-se camp en la selecció Bogotà de Microfútbol enfortint les seves distingides fintes halant la pilota, per la qual cosa l'afició es refereix a ella de vegades com la princesa de la pilota. Acabaria allí als setze anys.

### Club Esportiu Formes Íntimes
Va competir per al club de Medellín en la tercera edició de la Copa Libertadores d'Amèrica Femenina realitzada consecutivament en Brasil l'any 2011 convertint un total de dos gols, el primer per a l'equip en aquesta edició en la victòria 2-3 davant Boca Juniors Femení, el segon en la derrota 2-3 davant lliga de Quito Femení. En el 2012 va competir novament amb el club en la primera edició de la Copa Prelibertadores Femenina Colòmbia 2012 organitzada per la Federació Colombiana de Futbol, que la va classificar a la IV edició de la Copa Libertadores Femenina 2012 organitzada per la Conmebol novament en Brasil, marcant el seu únic gol en aquesta competició en la derrota davant el Esportiu Quito Femení el dia 15 de novembre de 2012.
El primer dia del mes d'agost de 2015 marcaria el seu primer gol en el futbol professional amb el Western New York Flaix als 35 minuts en la victòria contra el Sky Blue F.C 1-2 en condició de visitant.

## Santa Fé Femení
El 10 de febrer de 2017 va ser confirmada com a jugadora del Independent Santa Fe Femení en la Lliga Professional Femenina de Futbol de Colòmbia.

## Selecció femenina de futbol de Colòmbia

### Categoria Sub-17
És una de les jugadores que van disputar el primer Campionat Sud-americà Femení Sub-17 de 2008 realitzat en Xile i encara que no va tenir molta participació també es va portar la medalla d'or en aquest esdeveniment que li va donar el títol a la seva selecció nacional sota l'adreça de l'entrenador bogotano Pedro Ignacio Rodríguez.

### Categoria Sub-20

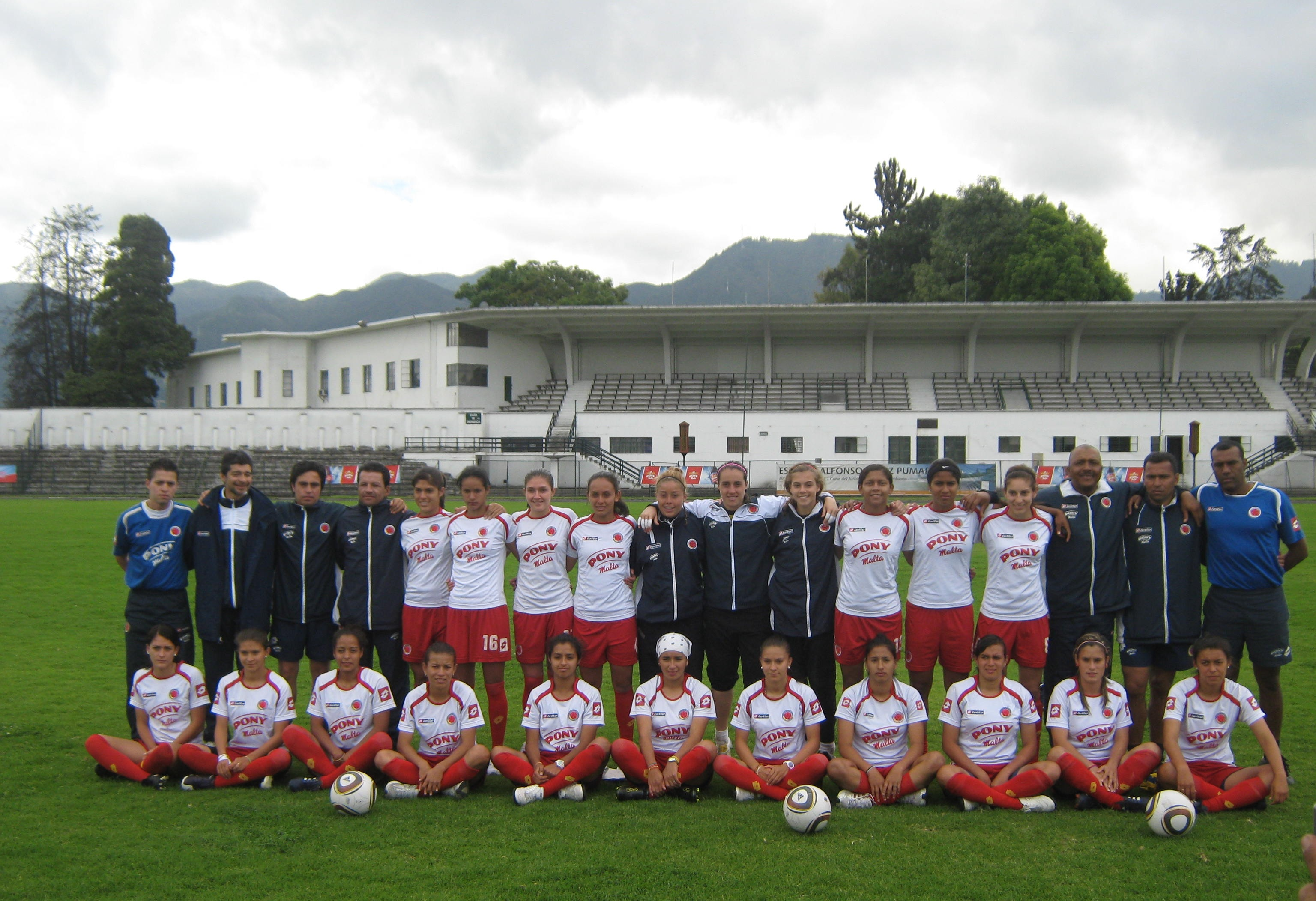
La foto del dia 30 de juny de 2010 presa en l'estadi de la Universitat Nacional mostra el cos tècnic i la selecció sub 20 que va aconseguir acabar quarta en un mundial d'Alemanya.

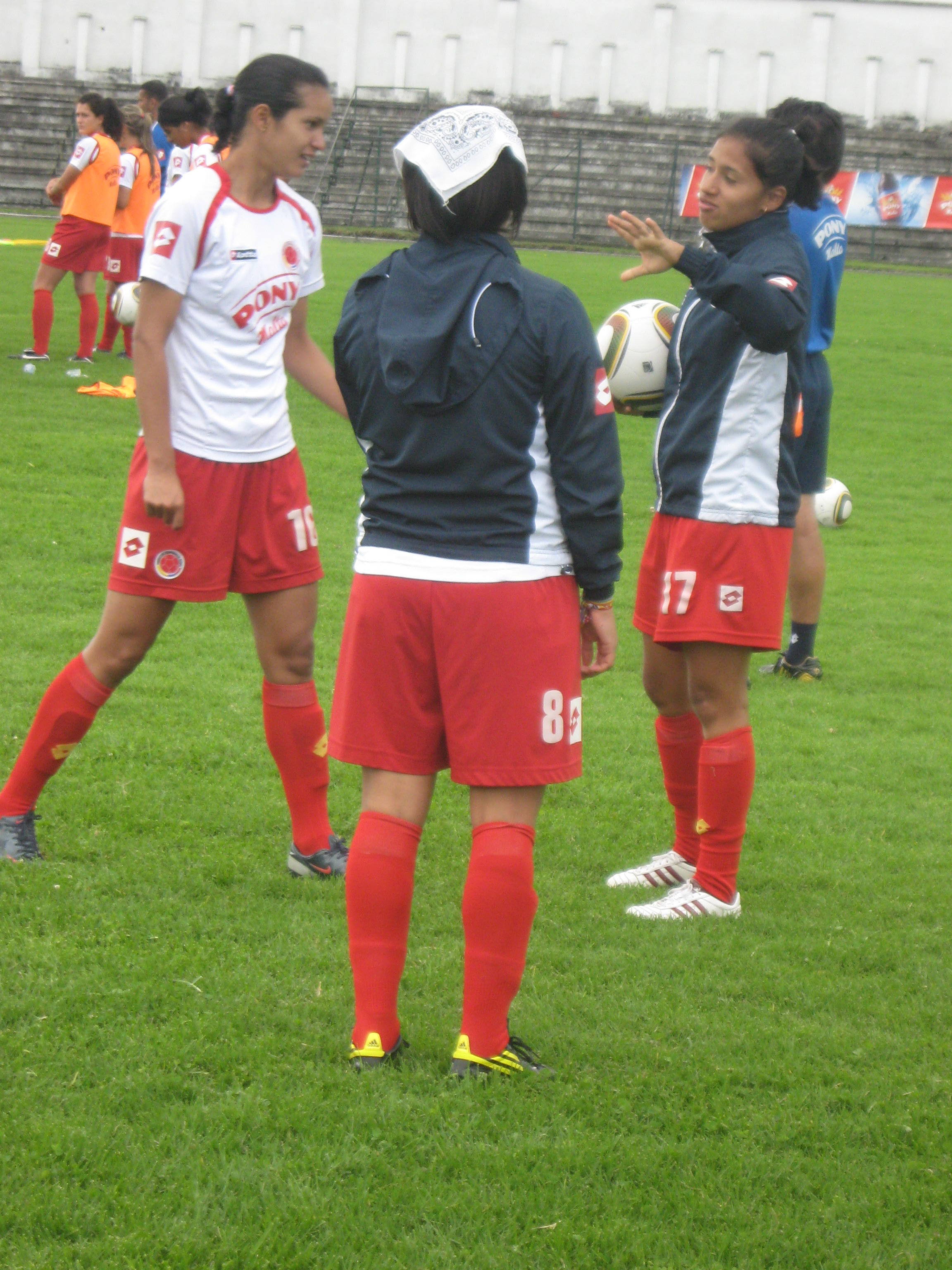
La foto mostra a les futbolistes Lady Andrade (esquerra), Paola Sánchez (esquena) i Carolina Arias (dreta) al juny de 2010 mentre escalfen en un dels entrenaments abans del mundial sub 20.

Va competir amb la selecció dirigida pel bogotano Ricardo Frego en el Campionat Sud-americà Femení Sub-20 de 2010 on va marcar tres gols, sent l'últim el segon gol en la semifinal contra la Selecció femenina de futbol de Paraguai que li va donar la classificació al mundial a la seva selecció, el primer ho va aconseguir Paola Sánchez.
Va jugar sempre com a titular en la seva selecció durant 436 minuts en la Copa Mundial Femenina de Futbol Sub-20 de 2010, acabant complets els seus primers quatre partits contra la Selecció femenina de futbol de França a la qual li va marcar el gol de l'empat culminant com la més destacada d'aquest partit, Selecció femenina de futbol d'Alemanya, Selecció femenina de futbol de Costa Rica i Selecció femenina de futbol de Suècia davant la qual va ser substituïda sobre el final del partit per amonestació i acumulació de targetes grogues, la qual cosa li va impedir enfrontar en semifinal a la Selecció femenina de futbol de Nigèria i va jugar únicament setanta-sis minuts del partit en el qual la Selecció femenina de futbol de Colòmbia va acabar quarta en la competició fent la seva millor participació internacional fins ara.

### Categoria Majors
El gener de 2010 va integrar la Selecció femenina de futbol de Colòmbia que va continuar a càrrec de Pedro Ignacio Rodríguez fins a aquest llavors, obtenint la medalla de bronze en la Copa Bicentenario Femenina de Xile.

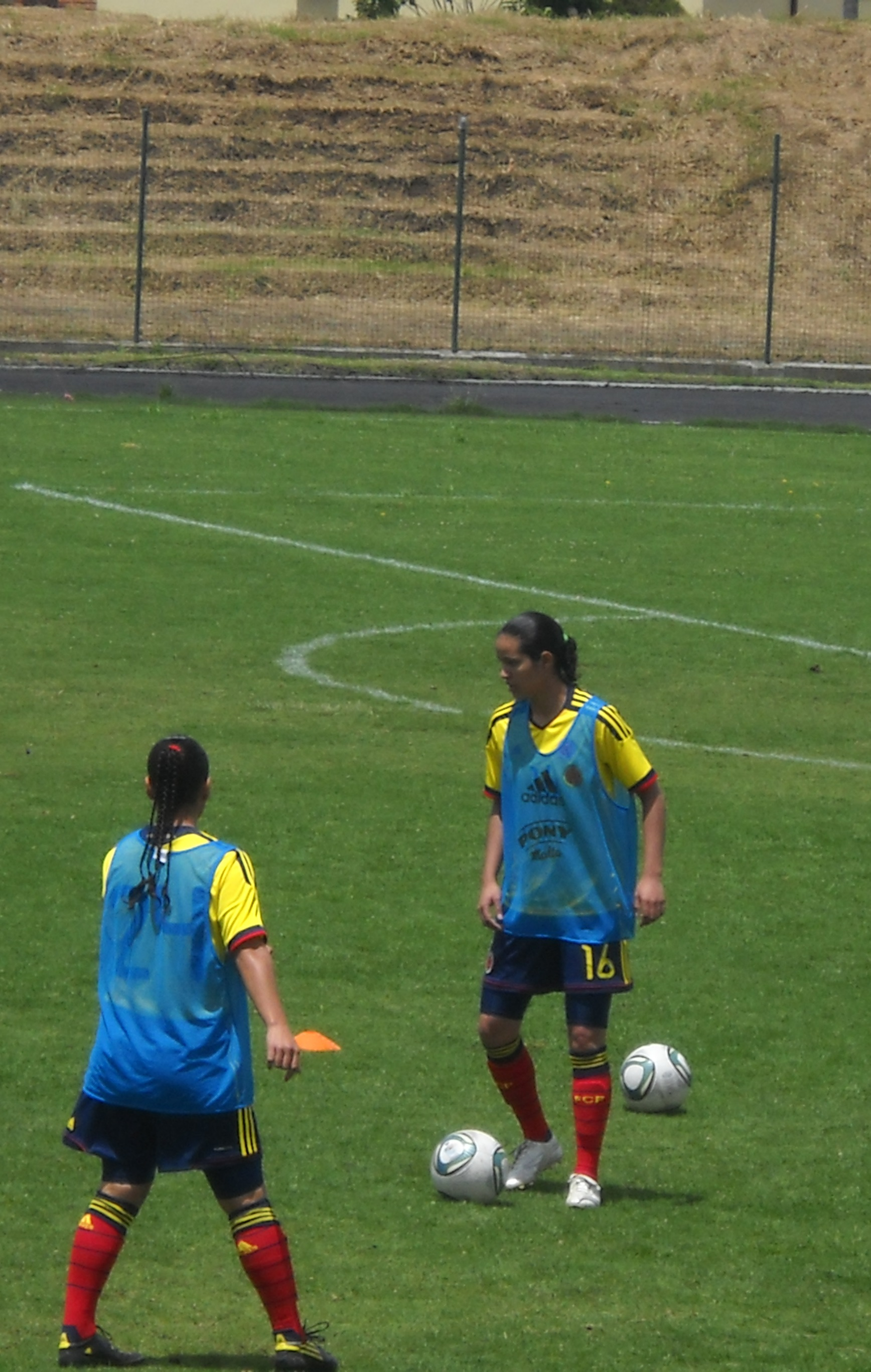
A la foto s'observa a Lady Andrade escalfant amb la pilota en el primer partit amistós contra Mèxic el 22 d'abril de 2011.

Va tornar a l'equip major sense participar del segon posat en el Campionat Sud-americà Femení de 2010 més conegut com a Copa Amèrica Femenina, que va obtenir la Selecció femenina de futbol de Colòmbia a la fi del 2010, concentrant-se en el quart cicle d'entrenament programat pel nou entrenador Ricardo Frego previ al mundial i sense competir en els dos partits amistosos contra la Selecció femenina de futbol de Mèxic en el municipi de Chía al nord de la capital colombiana els dies 22 i 24 d'abril acabant tots dos favorables a les Asteques amb marcadors de 2-3 i 2-4 respectivament.
Així va arribar a disputar la VI Copa Mundial Femenina de Futbol realitzada en Alemanya, el Torneig femení de futbol en els Jocs Panamericans de 2011 realitzats en Guadalajara, on va marcar un gol a la Selecció femenina de futbol de Trinidad i Tobago i finalment el V Torneig femení de futbol en els Jocs Olímpics de Londres 2012 en el qual va ressaltar com a jugadora revelació i per copejar el rostre de la nord-americana Abby Wambach.
El març de 2014 forma part de la Selecció femenina de futbol de Colòmbia que va competir en el Torneig femení de futbol en els Jocs Sud-americans de 2014, lastimosamente l'equip no va classificar a la fase final. Va perdre amb Veneçuela i Brasil i la seva única victòria la va aconseguir davant Uruguai.
Des del 23 de juliol de 2014 va concentrar amb l'equip convocat per Fabián Felipe Taborda Torres per competir en el VII Campionat Sud-americà Femení de 2014 ha desenvolupar-se a Equador en el mes de setembre. En la imatge es veu durant un partit de pràctica disputat contra el club del Valle del Cauca Generacions Palmiranas.
El dia 13 de setembre de 2014 debuta en la VII edició de la Copa Amèrica Femenina marcant als set minuts el primer de quatre gols marcats per la Selecció femenina de futbol de Colòmbia davant Uruguai.
Va ser convocada per competir en els jocs centreamericans i del caribe a Veracruz 2014.

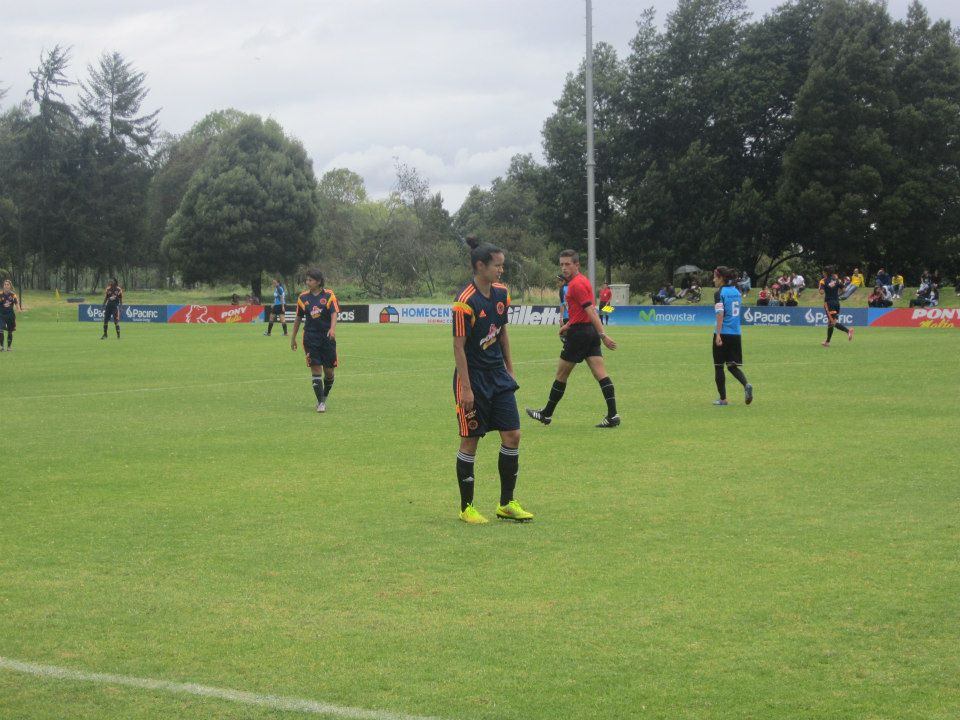
La davantera colombiana Lady Andrade durant un partit de preparació el dia 18 d'agost de 2014 a la seu esportiva de la Federació Colombiana de Futbol

El dia 17 de març de 2015 la Selecció femenina de futbol de Colòmbia va iniciar el tancament del seu segon microciclo de preparació per a la copa mundial femenina de la FIFA Canadà 2015 a la ciutat de Cúcuta amb un partit amistós davant la selecció veneçolana en l'estadi General Santander. Sobre els 82 minuts de joc Lady va marcar el segon de tres gols, els restants van ser marcats per la seva companya Yoreli Rincón i l'últim per la davantera antioqueña Yisela Cuesta.
Anotaria el seu primer gol en un mundial de majors en la Copa Mundial Femenina de Futbol de 2015 en el segon partit de la fase de grups contra França als 19 minuts del partit, després de rebre un centre per dreta cap a dintre de la seva companya Yoreli Rincón.
El seu segon gol en un mundial i en la Copa Mundial Femenina de Futbol de 2015 ho marcaria el dia 17 de juny de 2015 en el tercer partit de la fase de grups a la selecció d'Anglaterra al minut 94 per deixar un marcador desfavorable a la seva selecció de 2 a 1.

## Futbol Sala
Va ser convocada pel Professor Rulver Púlido a la selecció Colòmbia Femenina de Futbol sala Fifa per competir en la Copa Amèrica d'Uruguai 2015. Durant la primera fase en el grup Al dia 15 de desembre Colòmbia va derrotar a Perú 12-2 amb 3 gols d'Oriánica Velásquez, 3 gols d'Angela Corina Clavijo, un de Catalina Usme, un de Miriam Elizabeth Alonso Méndez «Juanita Alonso», un de Naila Tatiana Imbachí i un d'Andrea Fernanda Martínez, Perú va marcar en dues ocasions en el seu propi arc. En l'últim partit de la fase de grups, Colòmbia va derrotar a la selecció d'Uruguai el dia 17 de desembre amb marcador de 0-6, 2 gols van ser marcats per Diana Vélez Ladeuth, un per Catalina Usme, un per Naila Tatiana Imbachí, un per Lorena Bedoya Durango i el restant per Angela Corina Clavijo. Lady Andrade va marcar un gol en la fase interzonal de la copa davant la selecció de Paraguai el dia 18 de desembre, quedant aquest partit amb marcador favorable de 4-2, els gols restants van ser marcats per les seves companyes Oriánica Velásquez, Catalina Usme i Naila Tatiana Imbachí. La semifinal de la copa es va disputar el dia 19 de desembre, aquest dia Colòmbia va vèncer a Xile 4-2 amb gols de Diana Vélez Ladeuth, 2 gols d'Oriánica Velásquez i un d'Angela Corina Clavijo.
Amb les seves companyes d'equip va aconseguir el campionat el dia 20 de desembre de 2015 en derrotar a la selecció amfitriona amb marcador de 2 - 4 a favor, aquest dia els gols van ser obra d'Oriánica Velásquez, Catalina Usme, Angela Corina Clavijo i Lorena Bedoya Durango. Finalment Lady Andrade va ser triada com la millor jugadora del torneig.

## Palmarès
- Or en Campionat Sud-americà Femení Sub-17 de 2008
- Bronze en Copa Bicentenario Femenina Xile 2010
- Plata en Campionat Sud-americà Femení Sub-20 de 2010
- Campiona de la Copa Prelibertadores Femenina Colòmbia 2012
- Subcampiona de la Copa Amèrica Femenina 2014
- Plata en els XXII Jocs Centreamericans i del Carib
- Or en la Copa Amèrica Femenina de Futbol Sala Fifa 2015

### Distincions individuals
| Distinció                                                              | Any  |
| ---------------------------------------------------------------------- | ---- |
| Va ser la figura del partit vs França en la Copa Mundial Femenina 2015 | 2015 |

| Distinció                                                                         | Any  |
| --------------------------------------------------------------------------------- | ---- |
| Va ser la millor jugadora de la Copa Amèrica Femenina de Futbol Sala Fifa de 2015 | 2015 |